# Hasegawa Roka

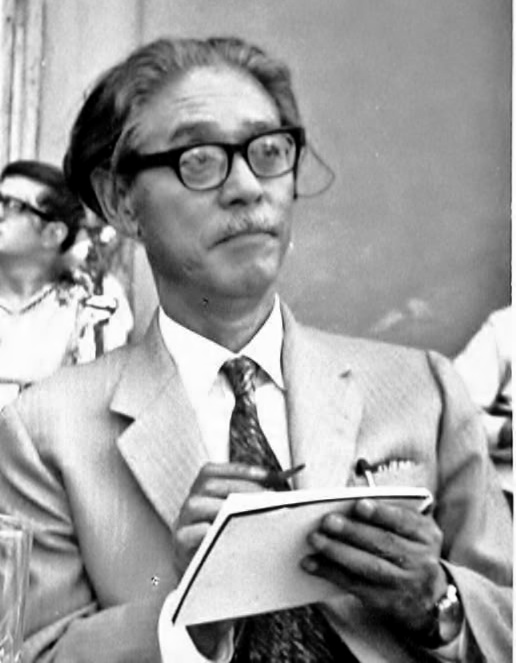
Hasegawa Roka in Rom

Hasegawa Roka (japanisch 長谷川 路可, eigentlich Hasegawa Ryūzō; geboren 9. Juli 1897 in Fujisawa (Präfektur Kanagawa); gestorben 3. Juli 1967 in Rom) war ein japanischer Maler der gegenständlichen Richtung.

## Leben und Wirken

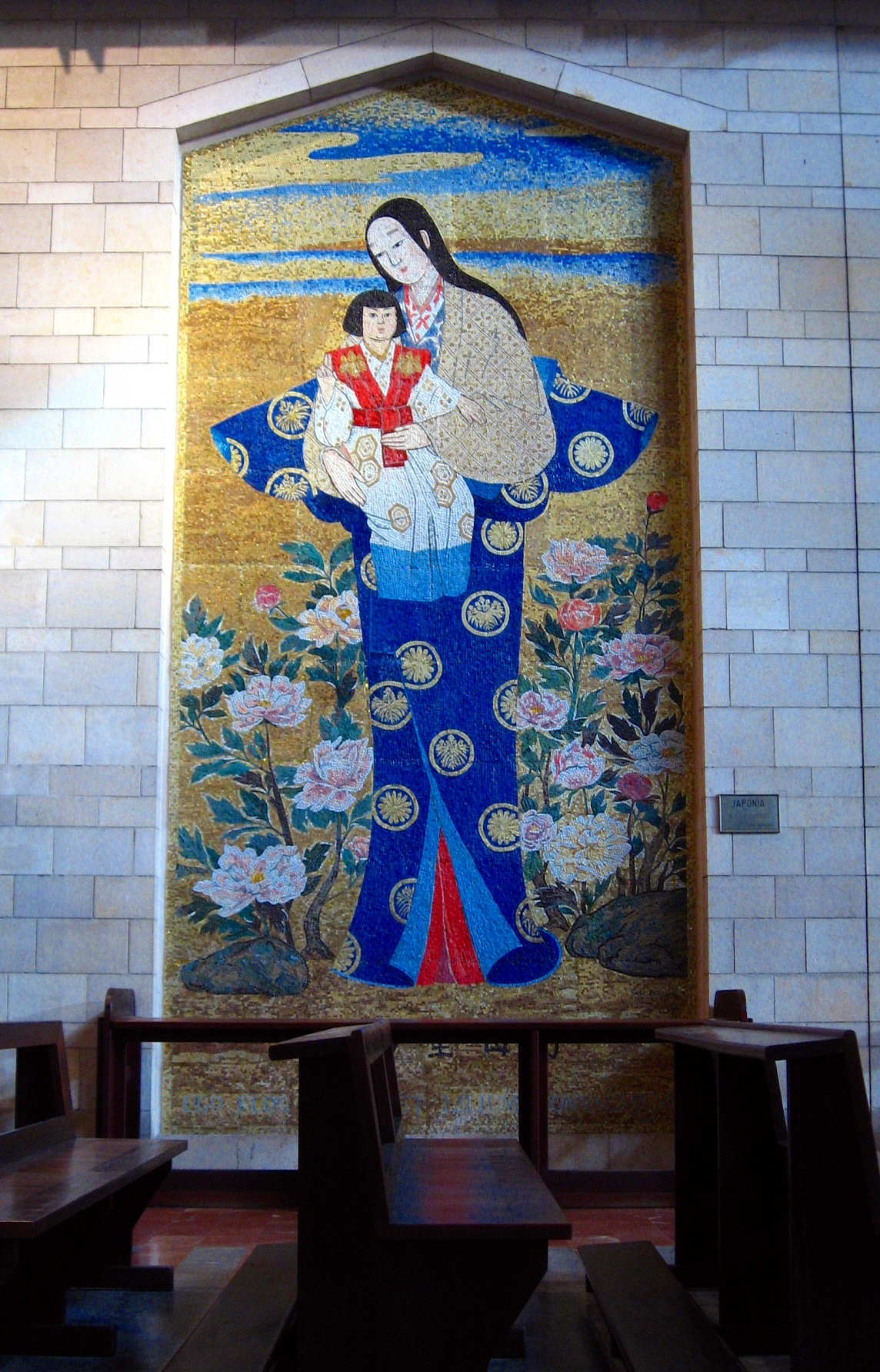
Madonna

Hasegawa Roka ließ sich am Ende seiner Schulzeit taufen. Er machte eine Ausbildung in Malerei an der „Tōkyō bijutsu gakkō“ (東京美術学校), der Vorläufereinrichtung der heutigen „Universität der Künste Tokio“, die er 1922 abschloss. Als katholischer Künstler arbeitete er anfangs an christlich-religiösen Gemälden. Dann ging er nach Frankreich, um sich weiterzubilden, hauptsächlich im Bereich der Fresko-Malerei. 1927 kehrte Hasegawa nach Japan zurück und zeigte seine Arbeiten auf der staatlichen Ausstellungsreihe „Teiten“ und auf der Ausstellungsreihe des Nihon Bijutsuin.
Nach dem Zweiten Weltkrieg besuchte Hasegawa 1950 Rom und vollendete die Wandmalerei in der „Kirche der Heiligen Märtyrer von Japan“ (Chiesa dei santi Martiri Giapponesi) in einem Franziskanerkloster in Civitavecchia. Dafür wurde er 1960 mit dem Kikuchi-Kan-Preis ausgezeichnet. Später wurde er Ehrenbürger von Rom. Nach seiner Rückkehr nach Japan 1957 setzte er seine ambitionierte Produktion fort, schuf Fresken und großflächige Mosaiken an Gebäuden, so am ehemaligen Nationalstadion, und Werke für das „Museum der 26 Märtyrer Japans“ (日本二十六聖人記念館; Nihon nijūroku seijin kinenkan). 
Hasegawa lehrte auch die Geschichte der Kleidung an mehreren Bildungseinrichtungen, darunter dem „Bunka Fashion College“ (文化服装学院, Bunka fukuzō gakuin).
Hasegawa starb 1967 auf einer Italienreise in Rom.